# Rundu
Rundu je grad u Namibiji u regiji Kavango.

## Zemljopis
Rundu se nalazi na sjeveru Namibije na granici s Angolom na obalama rijeke Okavango na oko 1000 metara nadmorske visine. Godišnja količina padalina je u prosjeku 565 mm iako je u sezoni 2010./2011. bilo nešto više kiše 757 milimetara.

## Povijest
Godine 1936. Rundu je postao sjedište lokalne guvernerije te je zamijenio Nkurenkuru kao glavnog grada regije Kavango. Grad je od tada izrastao u višejezični grad Kavango regije, ali njegov službeni status je još uvijek takva da je selo.Pet kilometara jugoistočno od grada nalazi se mala zračna luka koja se uglavnom koristi za turizam i prijevoz tereta.
U samom centru grada nalazi se bolnica najveća u regiji Kavango.

## Stanovništvo
Broj stanovnika Runda brzo raste, tako je grad prema popisu stanovništva iz 2001. ima 36.964 stanovnika, a prema popisu iz 2011. godine 61.900 stanovnika.

## Pobratimljeni i gradovi prijatelji
- Čeboksari, Rusija
- Nieuwegein, Nizozemska
- Windhoek, Namibija

## Vanjske poveznice
- Službene stranice  Arhivirana inačica izvorne stranice od 22. srpnja 2011. (Wayback Machine)